# ISO 3166-2:GS
Die zur Kennzeichnung geografischer Einheiten dienende Liste der ISO 3166-2-Codes für  Südgeorgien und die Südlichen Sandwichinseln enthält ausschließlich den Code für  Südgeorgien und die Südlichen Sandwichinseln. Es existieren keine weiteren Unterteilungen.

Dieser Code besteht nur aus einem Teil. Dieser gibt den Code gemäß ISO 3166-1 (für  Südgeorgien und die Südlichen Sandwichinseln GS) wieder.
Die aktuellen Codes stehen auf der Seite der ISO unter #iso:code:3166:GS zur Verfügung.